# سیداوا
سیداوا، روستایی از توابع بخش وزینه شهرستان سردشت در استان آذربایجان غربی ایران است.

## جمعیت
این روستا در دهستان ملکاری قرار دارد و براساس سرشماری مرکز آمار ایران در سال ۱۳۸۵، جمعیت آن زیر سه خانوار بوده‌است.